# HD85248
HD85248 — хімічно пекулярна зоря спектрального класу A1, що має видиму зоряну величину в смузі V приблизно  9,4.
Вона  розташована на відстані близько 939,9 світлових років від Сонця.